# Total War: Attila
Total War: Attila (з англ. Тотальна війна: Аттіла) — відеогра жанру покрокової стратегії. Дев'ята з частин серії Total War й присвячена подіям Великого переселення народів. Шоста щодо історичних періодів серії. Наступну, Total War: Warhammer, було реалізовано на основі фентезі. Розробник Creative Assembly, видавець SEGA. Дія починається у 395 році нашої ери з моменту поділу Римської імперії на Західну та Східну котрі ведуть боротьбу з нашестям кочівників і варварів, зокрема гунами котрих очолює Аттіла. Реліз гри відбувся 17 лютого 2015 року.

## Ігровий процес
У частині збережено загальні риси ігрового процесу серії. З нововведень зокрема можливість повністю знищувати захопленні міста заради грабунку та геноциду з застосуванням «тактики спаленої землі», або власні володіння заради переходу до кочівницького життя та переселення. Попри певний ступінь імпровізації задля досягнення перемоги необхідно утримати території котрі історично закріпилися за конкретною нацією. Кампанії завдяки доповненню «Кров і вогонь» містили відносно реалістичну, як на свій час, фізику баталій. На вибір гравця обрати осідлу, та за допомоги перманентних союзів викорінити кочівників, чи очолити гунів, котрі здатні лиш до грабунку не маючи змоги захоплювати поселення.
У відеогрі представлені такі фракції, як: Алани, Вандали, Вестготи, Візантійська імперія, Гуни, Західна Римська імперія, Сасаніди, Остготи, Сакси та Франки. З випуском нових платних розширень, були додані: Гети, Дани та Юти з «Viking Forefathers» (укр. Предки вікінгів); Алемани, Бургунди та Лангобарди з «Longbeards» (укр. Довгобороді); Еблани, Пікти та Каледонії з «Celts» (укр. Кельти); Аксум, Лахміди, Хим'яр та Танухіди з «Empires of Sand» (укр. Імперії піску); Анти, Венеди та Склавіни з «Slavic Nations» (укр. Слов'янські нації). Також опісля доповнень «Останній римлянин» та «Епоха Карла Великого» були доступні фракції свевів та білих гунів, а на додаток до «Імперій піску» були включені гараманти.